# Leonid Kučma
Leonid Danylovyč Kučma (in ucraino Леонід Данилович Кучма?; Čajkyne, 9 agosto 1938) è un politico ucraino, primo ministro dal 13 ottobre 1992 al 22 settembre 1993 e presidente della Repubblica dal 1994 al 2005. La sua presidenza è stata circondata da numerosi scandali per corruzione e dalla diminuzione delle libertà dei media.

## Biografia
Leonid Kučma è nato nel villaggio di Chaikine nell'oblast' rurale di Černihiv. Suo padre, Danylo Prokopovyč Kučma (1901-1942), fu ferito nella seconda guerra mondiale e alla fine morì per le ferite riportate nell'ospedale da campo n. 756 (vicino al villaggio di Novoselycja) quando Leonid aveva quattro anni. Sua madre, Paraska Trochymivna Kučma, lavorava in un kolchoz. Kučma frequentò la scuola di educazione generale Kostobobrove nel vicino distretto di Semenivka. Successivamente si iscrisse all'Università Nazionale di Dnipropetrovsk e si laureò nel 1960 in ingegneria meccanica (specializzandosi in ingegneria aerospaziale). Lo stesso anno aderì al Partito Comunista dell'Unione Sovietica.
Dopo la laurea, Kučma lavorò nel campo dell'ingegneria aerospaziale per l'ufficio di progettazione Južnoe di Dnipropetrovsk. A 28 anni divenne direttore dei test per il Bureau schierato al cosmodromo di Bajkonur. Alcuni osservatori politici hanno sostenuto che la carriera iniziale di Kučma fu significativamente influenzata dal suo matrimonio con Ljudmyla Talalajeva, una figlia adottiva di Gennadij Tumanov, il capo ingegnere di Južmaš e in seguito ministro sovietico della costruzione di macchine medie.
A 38 anni Kučma divenne capo del partito comunista presso l'impianto di costruzione di macchine Južnyj e membro del Comitato Centrale del Partito Comunista d'Ucraina. Fu delegato del 27º e 28º Congresso del Partito Comunista dell'Unione Sovietica. Alla fine degli anni 1980, Kučma criticò apertamente il Partito Comunista.
Nel 1982 Kučma fu nominato primo vice ingegnere progettista generale presso Južmaš e dal 1986 al 1992 ricoprì la posizione di direttore generale dell'azienda.

### Primo ministro dell'Ucraina
Dal 1990 al 1992, Kučma fu membro della Verchovna Rada, il parlamento ucraino. Nel 1992 fu nominato primo ministro dell'Ucraina. Si dimise un anno dopo, lamentando "il lento ritmo delle riforme". Fu rieletto in parlamento nel 1994.

### Presidente dell'Ucraina (1994–2005)
Kučma si dimise dalla carica di primo ministro nel settembre 1993 per candidarsi alla presidenza nel 1994 con un programma di rilancio dell'economia, ripristinando le relazioni economiche con la Russia e riforme più rapide a favore del mercato. Kučma ottenne una chiara vittoria contro il presidente in carica Leonid Kravčuk, ricevendo un forte sostegno dalle aree industriali dell'est e del sud. I suoi peggiori risultati furono nell'ovest del Paese.
Kučma fu rieletto nel 1999 per il suo secondo mandato. Questa volta le aree che in precedenza gli avevano dato il sostegno più forte votarono per i suoi avversari, mentre le aree che avevano votato contro di lui, questa volta lo sostennero. 

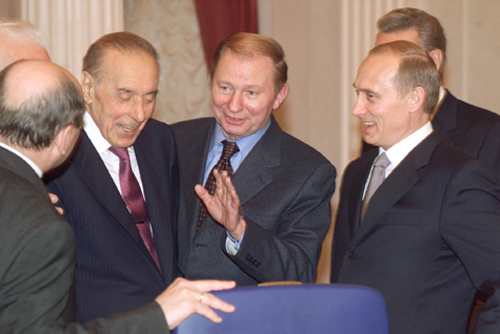
Il presidente Vladimir Putin con Leonid Kučma, al centro, e il presidente dell'Azerbaijan Heydər Əliyev prima dell'incontro allargato del Consiglio dei capi di Stato della CSI nel 2000

Durante la sua presidenza, Kučma chiuse giornali dell'opposizione e diversi giornalisti morirono in circostanze misteriose. Secondo lo storico Serhij Jekelčyk, l'amministrazione del presidente Kučma "ha impiegato liberamente frodi elettorali" durante il referendum costituzionale del 2000 e le elezioni presidenziali del 1999.
Il 15 dicembre 2000 spinse personalmente il pulsante per lo spegnimento dell'ultimo reattore funzionante della centrale nucleare di Černobyl', facendo cessare ogni attività dell'impianto.
Nel maggio 2002 Kučma avanzò formale richiesta di adesione alla NATO, con la quale l'Ucraina collaborava dal 1997, ma al tempo stesso prese le distanze dagli USA sulla questione della guerra al terrorismo e della guerra in Iraq.

### La rivoluzione arancione
Il ruolo di Kučma nelle elezioni presidenziali ucraine del 2004 e nella successiva rivoluzione arancione non è del tutto chiaro. Dopo il secondo turno del 22 novembre 2004, sembrava che Janukovyč avesse vinto le elezioni con brogli, il che indusse l'opposizione e gli osservatori indipendenti a contestare i risultati, portando alla rivoluzione arancione.
Kučma fu esortato da Viktor Janukovyč e Viktor Medvedčuk (il capo dell'ufficio presidenziale) a dichiarare lo stato di emergenza e a riconoscere Janukovyč, ma si oppose. Più tardi, Janukovyč accusò pubblicamente Kučma di tradimento. Tuttavia, Kučma rifiutò di destituire ufficialmente il primo ministro Janukovyč dopo che il parlamento approvò una mozione di sfiducia contro il governo il 1º dicembre 2004. Poco dopo, Kučma lasciò il paese. Tornò in Ucraina nel marzo 2005.
Kučma disse nell'ottobre 2009 che avrebbe votato per Victor Janukovyč nelle elezioni presidenziali ucraine del 2010. In un documento datato 2 febbraio 2010 e scoperto durante la scoperta di cablogrammi diplomatici degli Stati Uniti, Kučma, in una conversazione con l'ambasciatore degli Stati Uniti in Ucraina John F. Tefft, definì la scelta che si presentava agli elettori tra Janukovyč e Julija Tymošenko al secondo turno delle elezioni presidenziali del 2010 come una scelta tra "cattivo e molto cattivo".
Nel settembre 2011 Kučma dichiarò di credere che Janukovyč fosse il vero vincitore delle elezioni del 2004.

## Dopo la presidenza
Leonid Kučma è rimasto politicamente attivo anche dopo la fine della sua presidenza. Sostenne Viktor Juščenko nel 2005, ma in seguito espresse preoccupazione riguardo al presidente, in una corrispondenza con l'ambasciatore statunitense in Ucraina, John Tefft. Kučma appoggiò Janukovyč nell'elezione presidenziale del 2010.

### Posizione nel conflitto del 2014 con la Russia
Kučma rappresentò l'Ucraina alle negoziazioni con i separatisti armati delle regioni del Donetsk e Luhansk il 21 giugno 2014 per discutere il piano presentato dal presidente Petro Porošenko. Il suo ruolo da diplomatico fu accolto positivamente dalla Russia, dall'occidente e dall'opinione pubblica ucraina.
L'11 febbraio 2015, Kučma fu uno dei firmatari di un piano per porre fine al conflitto nel Donbass, conosciuto come Minsk II. Il piano assicurava l'applicazione di un cessate il fuoco; fu accolto in modo generalmente positivo dalle cancellerie europee.
Nel settembre 2015, Kučma fu di nuovo nominato rappresentante dell'Ucraina per il Gruppo di contatto trilaterale. Il gruppo si riunì in Bielorussia per discutere su come risolvere il conflitto nel Donbass. All'inizio del 2017, Kučma si espresse pubblicamente contro il blocco dei trasporti nel Donbass. Nel marzo 2017, al Gruppo di contatto trilaterale a Minsk, chiese che la Federazione Russa ritirasse il decreto che riconosceva come validi i passaporti emessi dai separatisti.
Il 2 ottobre 2018, Kučma rinunciò al suo incarico di rappresentante dell'Ucraina nel Gruppo di contatto trilaterale, a causa della sua età. Tuttavia tornò a partecipare alle trattative nel giugno 2019, dietro richiesta del neoeletto presidente dell'Ucraina Volodymyr Zelens'kyj con la mediazione di Viktor Pinčuk. Nel luglio 2020 lasciò di nuovo l'incarico, sempre citando motivi di salute legati all'età. Fu sostituito da Leonid Kravčuk.

## Vita privata

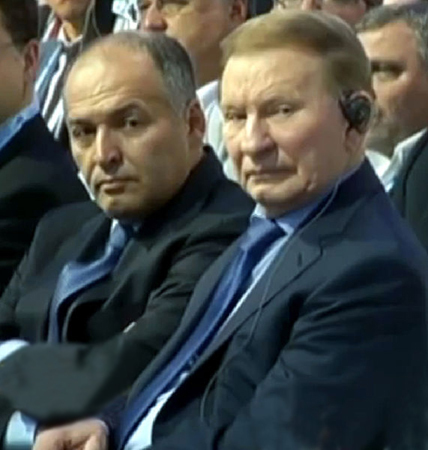
Kučma con suo genero Viktor Pinčuk nel 2014

Nel 1967, Kučma sposò Ljudmyla Talalajeva, presidente onorario del Fondo nazionale per la protezione sociale delle madri e dei bambini, "Ucraina ai bambini", conosciuta anche come sostenitrice del movimento paralimpico in Ucraina.
L'unica figlia di Kučma, Olena Pinčuk, è sposata con Viktor Pinčuk, un industriale la cui Fondazione Victor  Foundation ospita regolarmente forum filantropici e dedicati all'Ucraina all'annuale Forum economico mondiale di Davos. Olena Pinčuk ha un figlio, Roman (nato nel 1991, dal suo precedente matrimonio con l'uomo d'affari ucraino Ihor' Frančuk), che frequenta l'Università Brown, e due figlie con Viktor Pinčuk, Katerina (nata nel 2003) e Veronica (2011). Olena Pinčuk ha fondato la Fondazione AntiAids nel 2003. Secondo la rivista ucraina Focus, Olena Pinčuk era tra le "prime 10 donne più influenti" in Ucraina a partire dal 2010.
Victor Pinčuk ha fatto notizia quando è stato rivelato che uno dei suoi lobbisti era stato precedentemente scelto da Donald Trump come assistente alla sicurezza nazionale.
Kučma era un chitarrista dilettante nei suoi anni giovanili. Era anche noto per la sua abilità nel gioco delle carte.
Nel 2003 pubblicò il libro L'Ucraina non è la Russia. Dopo il pensionamento, a Kučma fu permesso di mantenere la dacia di proprietà statale a Konča-Zaspa. L'ordine governativo n. 15-r, che gli consentiva di mantenere la dacia, fu firmato dal primo ministro ad interim Mykola Azarov il 19 gennaio 2005. A Kučma è stato anche permesso di mantenere il suo intero stipendio presidenziale e tutto il personale di servizio, insieme a due veicoli di proprietà statale. Tale ordinanza precisava inoltre che tali spese sarebbero state pagate a carico del bilancio dello Stato.